# Isla de Santa Catalina
Isla de Santa Catalina er en lille spansk ø, der ligger i Gibraltarstrædet ud for nordkysten af Alminahalvøen i eksklaven Ceuta i Nordafrika. Øens størrelse er cirka 0,02 km², og det højeste punkt er 5 m.o.h.
35°54′25.56″N 5°17′20.15″V / 35.9071000°N 5.2889306°V